# El Peruano
«Перуано» (исп. Diario Oficial El Peruano) — перуанская ежедневная газета на испанском языке, официальный орган Правительства Перу. После публикации в этом издании вступают в силу государственные документы: законы (в том числе кодексы), указы президента, постановления и распоряжения правительства, нормативные акты министерств и ведомств. Газета была основана 22 октября 1825 года Симоном Боливаром. Это старейшая из ещё выпускаемых газет в Латинской Америке. Владелец газеты — государственная компания Editorial Services SA — Editora Peru.
El Peruano несколько раз менял название: La Prensa Peruana (1828—1829), El Conciliador (1830—1834), El Redactor Peruano (1834—1836, 1838), La Gaceta de Gobierno (1835), El Eco del Protectorado (1836—1839) и El Eco del Norte (1837—1838).